# Zabytkowe wioski regionów Shirakawa-gō i Gokayama
Zabytkowe wioski regionów Shirakawa-gō i Gokayama (jap. 白川郷・五箇山の合掌造り集落 Shirakawa-gō・Gokayama no gasshō-zukuri shūraku) – dwa sąsiadujące ze sobą regiony o nazwach: Shirakawa-gō (prefektura Gifu) i Gokayama (prefektura Toyama) leżące w górach wzdłuż doliny rzeki Shō (Shō-gawa). W 1995 roku trzy wioski tych regionów zostały wpisane łącznie na listę światowego dziedzictwa UNESCO pod numerem 734, ze względu na tradycyjne, całkowicie odmienne od pozostałych regionów kraju budownictwo drewnianych chat w stylu gasshō-zukuri, z których niektóre mają ponad 250 lat.
Te trzy wioski to: Ogimachi w regionie Shirakawa-gō oraz Ainokura i Suganuma w regionie Gokayama.

## Opis
Ogimachi jest największą wioską i główną atrakcją regionu Shirakawa-gō. Kilkanaście gospodarstw funkcjonuje jako minshuku (rodzinne kwatery), oferując noclegi i wyżywienie.
Region Gokayama jest trudniej dostępny. Najładniejsze wioski to właśnie Suganuma i Ainokura. Są one mniej rozwinięte i mniej zatłoczone niż te w Shirakawa-gō. Suganuma, jedna z głównych atrakcji Gokayamy, składa się z dwóch obszarów, Suganuma Village i Gokayama Gasshō no Sato. Są one połączone tunelem. Wiele chat w Gokayama Gasshō no Sato przeniesiono z innych miejsc, aby uchronić je przed zniszczeniem. Obecnie nikt w nich nie mieszka. Są używane przez grupy szkolne, które mogą zostać na noc, poznając tradycyjne życie wsi.
W Suganuma stworzono dwa niewielkie muzea: Saletra Museum i Folk Museum. W pierwszym z nich pokazana jest historia, narzędzia i proces wytwarzania saletry, składnika prochu strzelniczego. W drugim natomiast zebrano narzędzia i artykuły gospodarstwa domowego używane w życiu codziennym. Wśród eksponowanych obiektów znajdują się m.in.: narzędzia służące do uprawy roli, hodowli jedwabników i wyrobu papieru washi.
Ainokura jest najbardziej odległą wioską w regionie Gokayama. Jest tam ok. 20 gospodarstw. Wiele z nich pozostaje prywatnymi domostwami, kilka zostało przekształconych w restauracje, muzea i minshuku. Wieś zachowała wiele ze swojej tradycyjnej kultury. Widać to w tańcach i muzyce ludowej, w których wykorzystuje się wiele tradycyjnych instrumentów, charakterystycznych dla tego obszaru, jak sasara, złożona z ponad stu drewnianych kleszczyków połączonych ze sobą, jest symbolem regionu i popularną pamiątką.

## Gasshō-zukuri
Drewniane domy w Shirakawa-gō i Gokayama są zbudowane w stylu architektonicznym zwanym gasshō-zukuri. Jest to tradycyjny styl architektury z wysokim, krytym strzechą, stromym dachem o trójkątnej ramie, rozwijanym przez pokolenia tak, aby wytrzymywał bardzo obfite ilości śniegu, które w tym regionie są regułą. Nagromadzony śnieg może osiągnąć wysokość 200 cm lub więcej, a największe odnotowane opady śniegu wyniosły 4,5 m.
Domy są 3-4 piętrowe, znacznie większe od typowych domów japońskich. Górne piętra były zwykle wykorzystywane do hodowli jedwabników, a pomieszczenia najniższe do produkcji saletry, surowca do wyrobu prochu. Był to ważny przemysł regionu w okresie Edo. Produkcja saletry ustała w XIX wieku, lecz hodowla jedwabników trwała do lat 70. XX wieku.

## Galeria

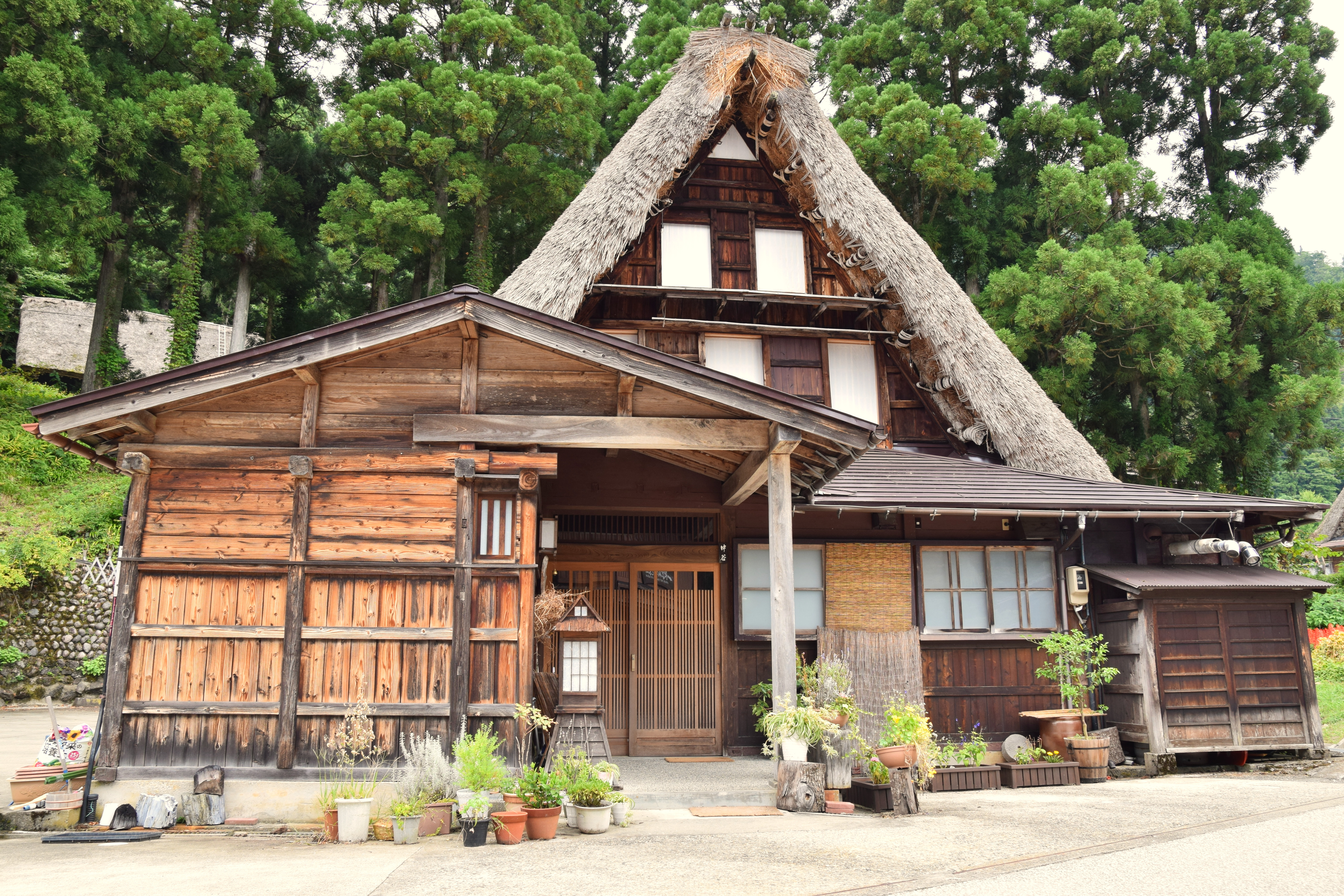
Dom w Gokayama (2019)
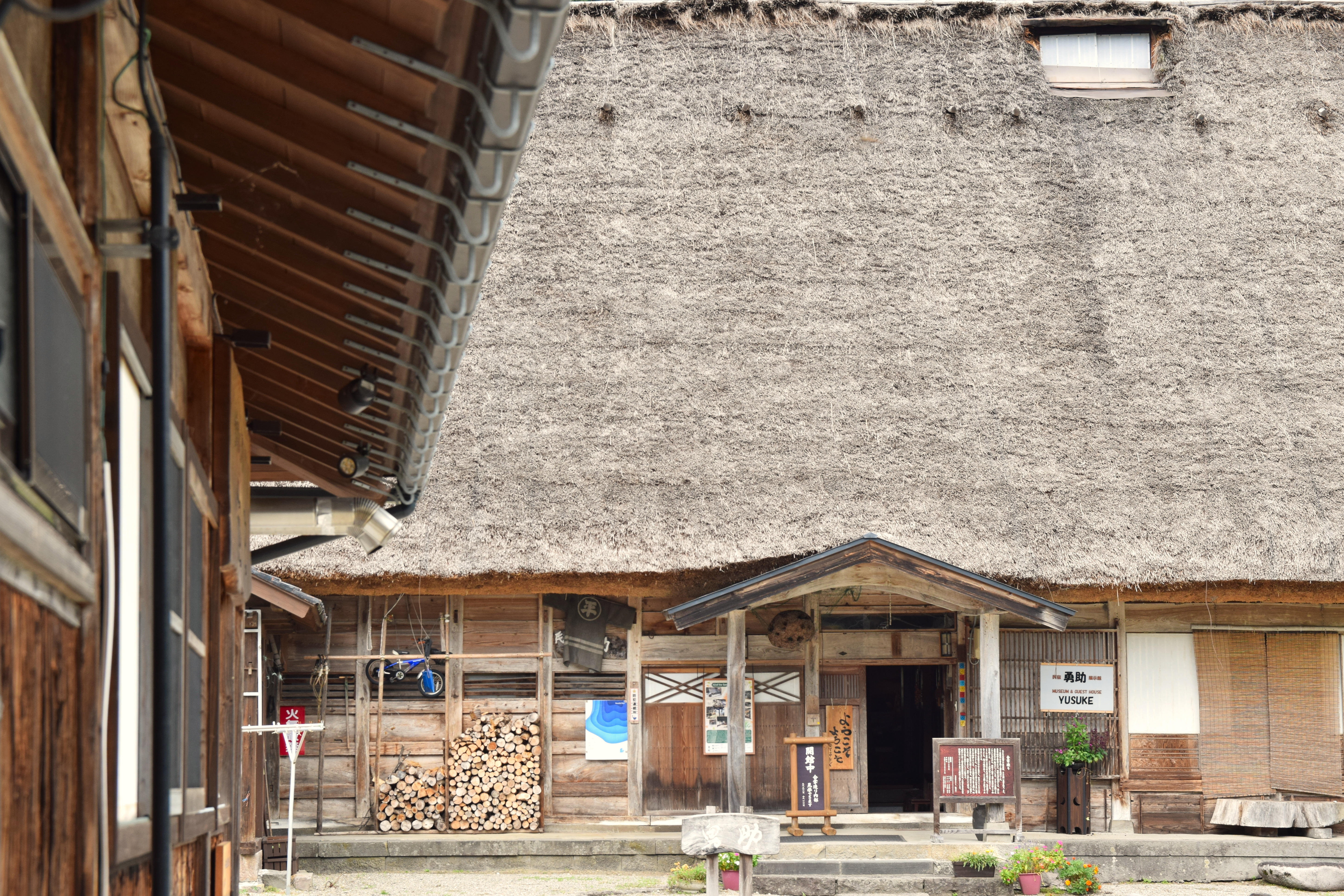
Muzeum i minshuku w tradycyjnym domu regionu Gokayama, prefektura Toyama (2019)
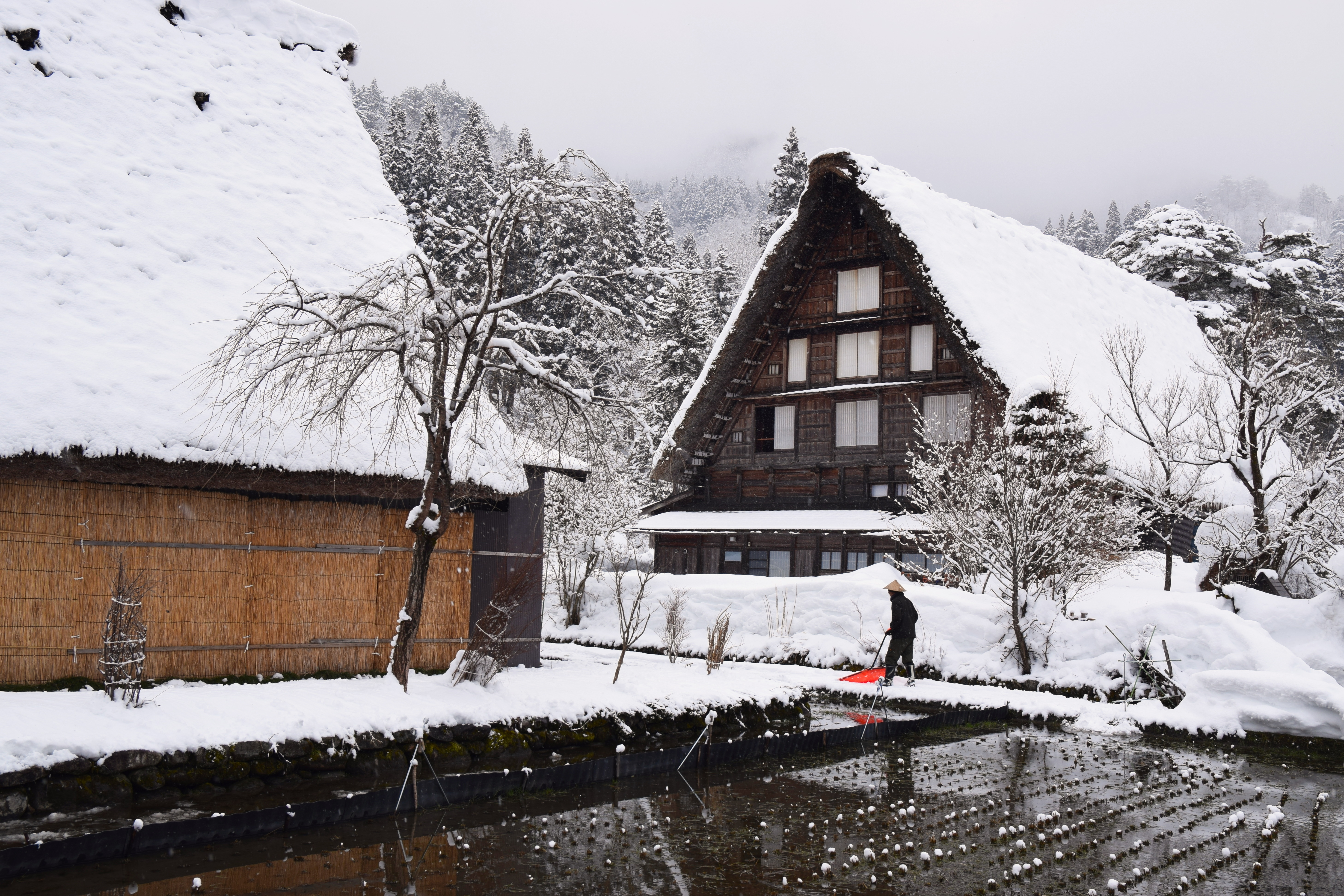
Zima w wiosce Shirakawa, region Shirakawa-gō, prefektura Gifu (2018)
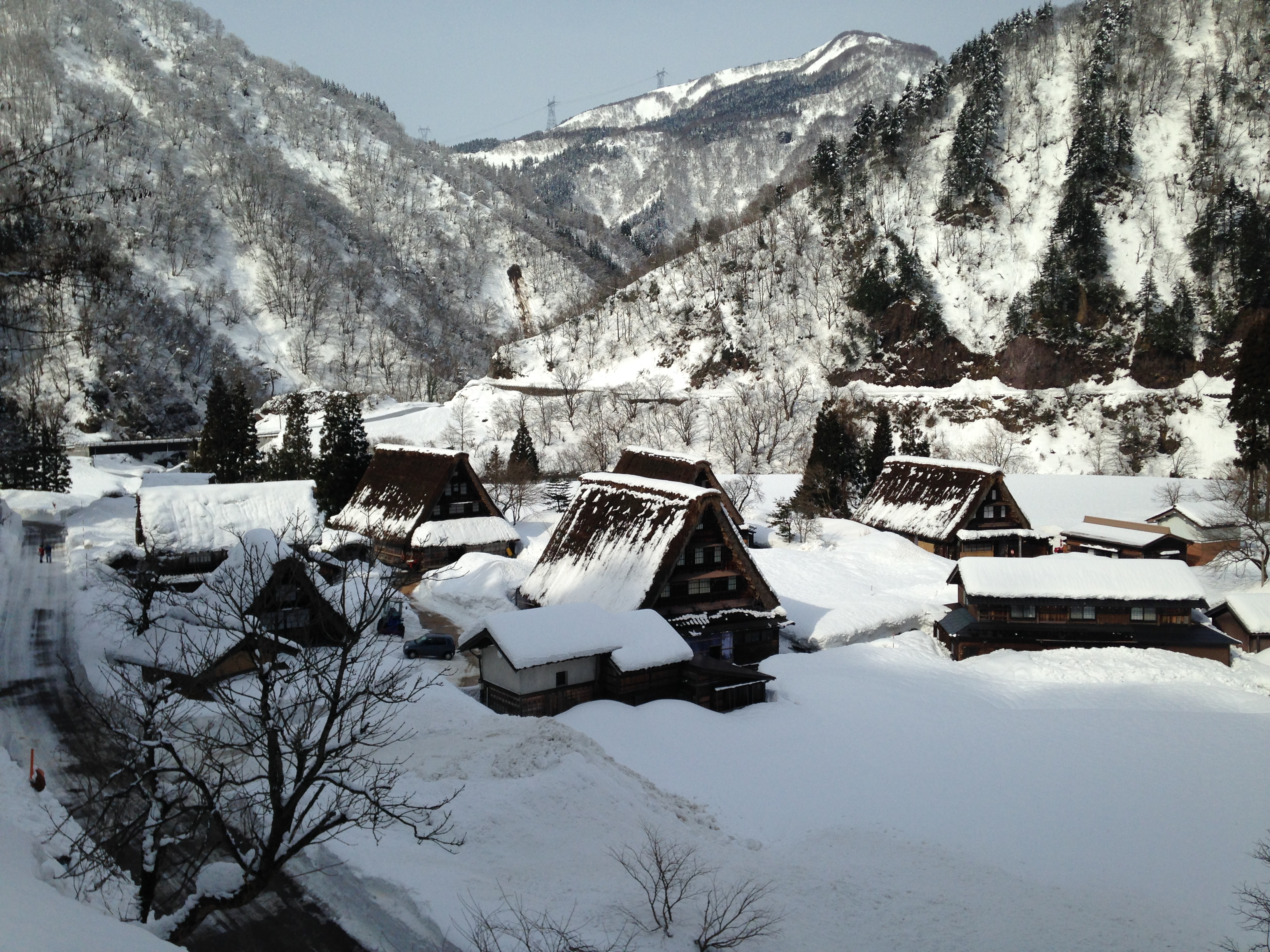
Wieś Suganuma, Gokayama, zimą
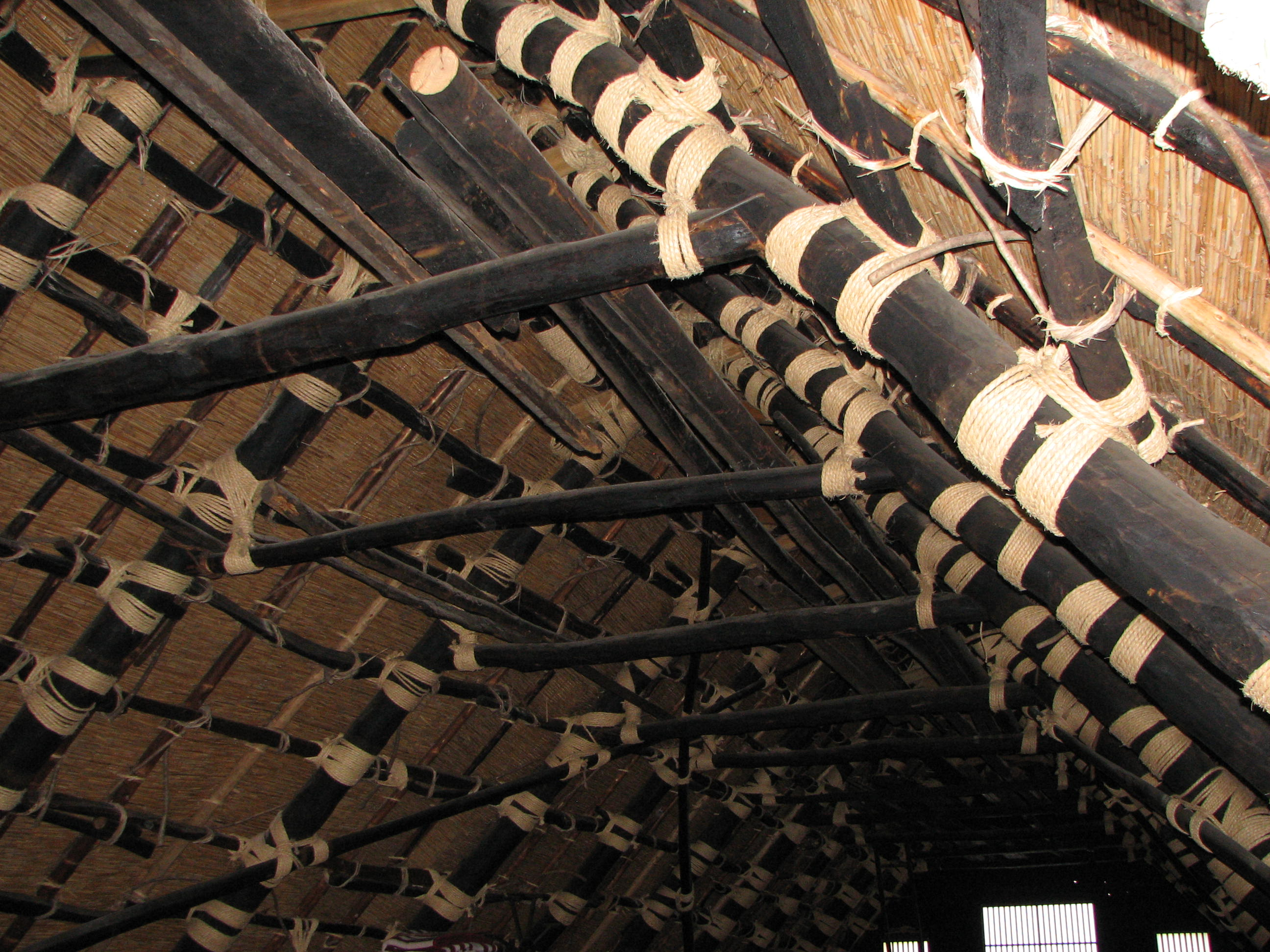
Konstrukcja wewnętrzna dachu